# Conus ritae
Conus ritae é uma espécie de gastrópode do gênero Conus, pertencente à família Conidae.